# Авраамове дерево
Авраамове дерево (Vitex) — рід квіткових рослин родини шавлієвих (Lamiaceae). Налічує ≈ 209 видів, які ростуть в Африці, південній частині Європи, південній частині Азії, в Австралії (один вид у Новій Зеландії), Південній Америці, південній частині Північної Америки. У культурі відомо близько 18 видів. Більшість культивованих видів служать декоративними. Деякі постачають цінні пиломатеріали; з деяких плетуть кошики. Деякі з ароматичних видів використовуються в медицині або для відлякування комарів.

## Опис
Це рід кущів і дерев заввишки від 1 до 35 метрів. Деякі види мають білувату кору з характерними борознами. Листки супротивні, зазвичай складні. Плід — кістянка.